# Richard Billingham (Fotograf)
Richard Billingham (* 25. September 1970 in Birmingham) ist ein englischer Künstler, Fotograf, Filmregisseur und Hochschullehrer.

## Leben und Werk
Billingham studierte Malerei am Birmingham Institute of Art and Design und der University of Sunderland.
Bekannt wurde er durch sein Fotobuch Ray's A Laugh (1996), das in ungeschönten Aufnahmen das Leben seiner Familie, seines alkoholkranken Vaters Ray und seiner adipösen, stark tätowierten Mutter Liz in der Stadt Cradley Heath in den westlichen Midlands dokumentiert. Ray's a Laugh ist u. a. eine Darstellung der Armut und der Entbehrungen, in denen Billingham aufwuchs.
1996 hatte Billingham eine Ausstellung im National Media Museum im englischen Bradford. 1997 wurde er in die Ausstellung Sensation in der Royal Academy of Art aufgenommen, die die Kunstsammlung von Charles Saatchi präsentierte und viele der Young British Artists einschloss. Ebenfalls 1997 gewann Billingham den Citibank Private Bank Photography Prize (jetzt Deutsche Börse Photography Prize).
1998 drehte Billingham seinen ersten Dokumentarfilm Fishtank, eine mit einer Handkamera gefilmte Studie über seinen Vater. Es wurde von Artangel und Adam Curtis für die BBC in Auftrag gegeben und im Dezember 1998 auf BBC Two gezeigt.
Er stand 2001 auf der Shortlist für den Turner Prize. für seine Einzelausstellung in der Ikon Gallery in Birmingham.
Billingham hat auch Landschaftsfotografien an Orten von persönlicher Bedeutung im Black Country gemacht, von denen 2003 mehrere von der Kunstorganisation The Public in Auftrag gegeben wurden und die zu einem Buch führten. Ende 2006 stellte er eine umfangreiche neue Serie von Fotografien und Videos aus, die von seinen Erinnerungen an den Besuch des Zoos in Dudley als Kind inspiriert sind. Die Serie mit dem Titel Zoo wurde von der in Birmingham ansässigen Kunstorganisation Vivid in Auftrag gegeben und in der Compton Verney Art Gallery in Warwickshire ausgestellt. Im folgenden Jahr wurde ein Buch mit den Arbeiten veröffentlicht.
2007 schuf er eine Serie von Fotografien über das Constable Country, dem von John Constable gemalten Gebiet an der Grenze zwischen Essex und Suffolk. Diese wurden in den Town Hall Galleries in Ipswich ausgestellt. Billinghams Arbeit wurde in der BBC-Fernsehserie The Genius of Photography gezeigt und war das Thema von Teil 3 der Episode We Are Family, produziert von Wall to Wall Media.
In den Jahren 2009 und 2010 nahm Billingham an einer Gruppenausstellung im Kunstmuseum Wolfsburg mit dem Titel Ich, zweifellos teil.
Billingham schrieb und inszenierte 2018 seinen ersten Spielfilm Ray & Liz, der von seiner Erinnerung an seine Kindheit und seine Eltern handelt, die in drei verschiedenen Zeitebenen erzählt wird. Für diesen Film erhielt er 2018 bei den British Independent Film Awards den Douglas Hickox Award als Bester Nachwuchsregisseur. Beim Europäischen Filmpreis 2019 war Ray & Liz als Bester Nachwuchsfilm sowie bei den British Academy Film Awards 2019 als Beste Nachwuchsleistung nominiert.
Billingham lebt auf der Halbinsel Gower in Südwales. Er hat Professuren an der University of Gloucestershire und der Middlesex University inne.

## Auszeichnungen
- 1994: Prestige Photography Prize, University of Sunderland, Sunderland[5]
- 1995: Felix H Mann Memorial Prize, National Media Museum|National Museum of Photography, Film and Television, Bradford[5]
- 1997: Citibank Private Bank Photography Prize (jetzt Deutsche Börse Photography Prize), London[4]
- 2001: Er stand auf der Shortlist für den Turner-Preis,[1] für seine Einzelausstellung in der Ikon Gallery in Birmingham und für seine Beiträge zu The Sleep of Reason in der Norwich Gallery und zu Scène de la Vie Conjugale in der Villa Arson in Nizza, Frankreich.[5]

## Publikationen

### Bücher
- Ray's a Laugh.
  - Ray's a Laugh. Hrsg.: Michael Collins und Julian Germain. Scalo, Zürich 1996, ISBN 978-3-931141-25-7.
  - Ray is'n Witz. Scalo, Zürich 1996, ISBN 3-931141-25-X. Deutschsprachige Version.
  - Ray's a Laugh. Scalo, Zürich 2000, ISBN 978-3-908247-37-1.
  - Ray's a Laugh. Books on Books No. 18. Mit Essays von Charlotte Cotton und Jeffrey Ladd. Errata Editions, New York, NY 2014, ISBN 978-1-935004-35-6.
- Richard Billingham. Mit einem Essay von Michael Tarantino. Ausstellungskatalog. Fotografien aus Billinghams Serie von Familienporträts (1990–1996), frühen Schwarz-Weiß-Familienfotografien (1990–1991), einer neuen Serie von Stadtlandschaften (1992–1997), sowie Videostills von Ray in Bed (1999), Playstation (1999), Liz Smoking (1998) und Tony Smoking Backwards (1998).Birmingham: Ikon Gallery; Paris: agnès b., 2000, ISBN 978-0-907594-66-6.
- Black Country. The Public, West Bromwich 2003, ISBN 0-9540200-2-2.
- Zoo. Vivid, Birmingham 2007. Auflage von 750 Exemplaren.
- Richard Billingham: People, Places, Animals. Mit Essays von Juliana Engberg, Rikke Hansen und Outi Remes. Ausstellungskatalog. Australian Centre for Contemporary Art, Melbourne 2008, ISBN 978-0-9775977-7-2.
- Landscapes, 2001–2003. Mit einem Essay von Sacha Craddock. Dewi Lewis, Stockport 2008, ISBN 978-1-904587-38-5.

### Beiträge
- Strange Days: British Contemporary Photography. Ausstellungskatalog. In englischer und italienischer Sprache. Hrsg.: Gilda Williams. Charta, Mailand 1997, ISBN 978-88-8158-138-2.
- Sensation: Young British Artists from the Saatchi Collection. Ausstellungskatalog. Thames and Hudson, London 1998, ISBN 978-0-500-28042-3.

## Filme
- Fishtank (1998) – Dokumentarfilm, 47 Minuten, Im Auftrag von Artangel und Adam Curtis für das BBC-Fernsehen, ausgestrahlt auf BBC Two Dezember 1998[5][10]
- Liz Smoking (1998) – kurzer Dokumentarfilm
- Tony Smoking Backwards (1998) – kurzes Dokumentarvideo
- Ray im Bett (1999) – kurzer Dokumentarfilm
- Playstation (1999) – kurzer Dokumentarfilm
- Ray (2016), Buch und Regie: Billingham – 30 Minuten, Teil 1 eines 3-teiligen Spielfilms
- Ray & Liz (2018) – Spielfilm

## Gruppenausstellungen (Auswahl)
- Sensation, Royal Academy of Arts, London 1997
- Hamburger Bahnhof – Museum für Gegenwart, Berlin 1998–1999,[11] Werke der Saatchi Gallery Sammlung.

## Sammlungen
- Government Art Collection, London: 1 Print
- Tate Gallery, London: 4 Prints[12]
- Victoria and Albert Museum, London: 1 Print[13]